# Čerević
Čerević (srp. Черевић, mađ. Cserög) je selo u Srijemu, u autonomnoj pokrajini Vojvodini, Srbija.

## Upravna organizacija
Nalazi se u općini Beočin, Vojvodina. Iako se nalazi u Srijemu, pripada Južnobačkom okrugu.

## Povijest
Za vrijeme osovinske okupacije u Drugom svjetskom ratu, nacisti su usmrtili 87 civila.

## Povijesna naseljenost
Većinu stanovnika čine Srbi.
- 1961.: 2096
- 1971.: 2144
- 1981.: 2527
- 1991.: 2510

### Crkvena upravna organizacija
Čerevićka rimokatolička župa upravno pripada Srijemskoj biskupiji. Župna je crkva sv. Josipa. Župa filijala je župa Banoštor u kojoj je župna crkva sv. Rudolfa. Ondje je nekad bilo sjedište srijemskih biskupa i benediktinski samostan.

## Vanjske poveznice
- Čerević  Arhivirana inačica izvorne stranice od 28. prosinca 2008. (Wayback Machine)